# Dragon Age II
Dragon Age II is een role-playing game ontwikkeld door BioWare en uitgegeven door Electronic Arts op 11 maart 2011. Dragon Age II is het tweede spel in de Dragon Age-serie en het vervolg op Dragon Age: Origins. Het personage van Dragon Age: Origins kan in Dragon Age II geladen worden, waarna bepaalde keuzes in het eerste spel effect hebben op het verhaal in Dragon Age II.

## Verhaal
Het verhaal begint in Ferelden waar de speler, genaamd Hawke, met zijn/haar familie Ferelden ontvlucht voor de Darkspawn. De speler kan een strijder (warrior), magiër (Mage) of rogue worden. Hawke vlucht met zijn/haar familie naar de stad Kirkwall, gelegen in Thedas, als een vluchteling en groeit uiteindelijk uit tot de Champion of Kirkwall.
Het verhaal wordt door middel van flashbacks verteld door Varric, een volger van Hawke, aan zijn ondervrager Cassandra Pentaghast.
Dragon Age II heeft een lineare raamvertelling, die vooral gebaseerd is op de keuzes van de speler.

## Downloadable content
Voor Dragon Age II zijn vier DLC-pakketten uitgegeven. Er was een vijfde gepland, maar die is later uitgesteld. Alle DLC's kunnen worden gedownload via Xbox Live en Steam.
Exiled Prince en The Black Emporium zijn twee DLC's die onderdeel worden van het verhaal. Deze missies zijn beschikbaar tijdens de normale campagne.
De DLC's Legacy en Mark of the Assassin spelen zich af in gebieden waar de speler normaal niet heen kan. Deze DLC's kunnen begonnen worden door middel van het gebruik van beelden die verschijnen in het huis van Hawke.